# 克兰库尔
克兰库尔（法語：Craincourt，法語發音：[kʁɛ̃kuʁ]）是法国摩泽尔省的一个市镇，位于该省西南部，属于萨尔堡-萨兰堡区。

## 地理
克兰库尔（48°52'36"N, 6°19'18"E）面积9.06 平方千米，位于法国大東部大區摩泽尔省，该省份为法国东北部内陆省份，是洛林的一部分，西南接默尔特-摩泽尔省，东临下莱茵省，北与卢森堡和德国接壤。
与克兰库尔接壤的市镇（或旧市镇、城区）包括：莱特里库尔、泰泽圣马尔坦、阿兰库尔拉科特、塞耶河畔欧努瓦、代尔姆、福雪、勒蒙库尔、皮济约。

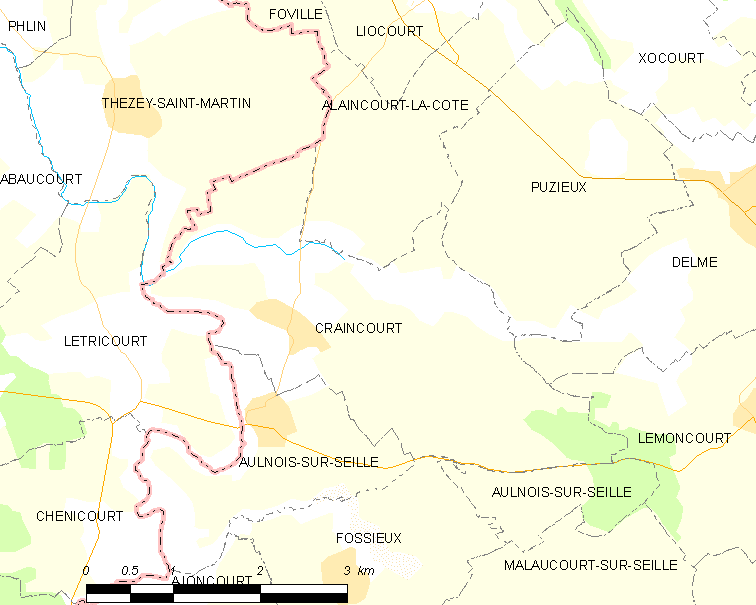
克兰库尔的OSM定位图

克兰库尔的时区为UTC+01:00、UTC+02:00（夏令时）。

## 行政
克兰库尔的邮政编码为57590，INSEE市镇编码为57158。

## 政治
克兰库尔所属的省级选区为索努瓦县。

## 人口

1962-2008年间克兰库尔人口变化图示

克兰库尔于2022年1月1日时的人口数量为228人。